# Alexander Sawczynski
Alexander Sawczynski (* 15. Jänner 1924 in Wien; † 6. Dezember 1985 ebenda) war ein österreichischer Filmarchitekt.

## Leben
Sawczynski hatte noch während seiner Ausbildung inmitten des Zweiten Weltkriegs als Maler und Bildhauer zu arbeiten begonnen und in diesem Zusammenhang auch erste Erfahrungen beim Film (so auch 1942 bei der Romanze „Sommerliebe“) gesammelt.
Erst ab 1953 begann er regelmäßig als Filmarchitekt zu arbeiten, im Jahr darauf holte ihn der Regisseur Ernst Marischka zu sich und setzte ihn zunächst als Assistenten des erfahrenen Szenenbildners Fritz Jüptner-Jonstorff ein. Sawczynski assistierte diesem Kollegen bei einer Reihe von höchst aufwändigen, kostüm- wie kulissenträchtigen Ausstattungs- und Historienstoffen, darunter auch die Sissi-Trilogie. Seit 1955, einhergehend mit der Festeinstellung durch die bedeutendste Produktionsfirma Österreichs, die Sascha-Film, wurde Sawczynski als gleichberechtigter Filmarchitekt unter der Leitung seines Mentors Jüptner-Jonstorff genannt. In diesem Zusammenhang war er auch an der Ausstattung des letzten Sissi-Films Sissi – Schicksalsjahre einer Kaiserin und diverser anderer Produktionen (bis 1958) mit Karlheinz Böhm und Romy Schneider beteiligt.
Mit Einstellung der Sascha-Filmproduktion 1965 endete Sawczynskis Kooperation mit Jüptner-Jonstorff weitgehend. Während sein Lehrmeister noch sporadisch Filmbauten für heimische und deutsche Kinoarbeiten entwarf, zog sich Alexander Sawczynski gegen Ende des Jahrzehnts aus der Branche zurück. Er starb kurz vor Vollendung seines 62. Geburtstags.

## Filmografie (Auswahl)
- 1953: Einmal keine Sorgen haben
- 1953: Du bist die Welt für mich
- 1954: Mädchenjahre einer Königin (nur Assistenz)
- 1955: Die Deutschmeister (nur Assistenz)
- 1955: Sissi (nur Assistenz)
- 1955: Kronprinz Rudolfs letzte Liebe
- 1956: Wenn Poldi ins Manöver zieht (Manöverzwilling)
- 1956: Lügen haben hübsche Beine
- 1956: Sissi – Die junge Kaiserin (nur Assistenz)
- 1957: Scherben bringen Glück
- 1957: Und so was will erwachsen sein (Die Winzerin von Langenlois)
- 1957: Die liebe Familie
- 1957: Sissi – Schicksalsjahre einer Kaiserin
- 1958: Das Dreimäderlhaus (nur Assistenz)
- 1958: Hoch klingt der Radetzkymarsch
- 1958: Wenn Mädchen ins Manöver zieh’n
- 1959: Ich bin kein Casanova
- 1959: Geliebte Bestie
- 1959: Zwölf Mädchen und ein Mann
- 1959: Wenn das mein großer Bruder wüßte
- 1960: Meine Nichte tut das nicht
- 1960: Kriminaltango
- 1960: Mit Himbeergeist geht alles besser
- 1961: Die Abenteuer des Grafen Bobby
- 1961: Junge Leute brauchen Liebe
- 1961: Mariandl
- 1961: Saison in Salzburg
- 1961: Die Fledermaus
- 1962: Das süße Leben des Grafen Bobby
- 1962: Die lustige Witwe
- 1962: Mariandls Heimkehr
- 1962: Hochzeitsnacht im Paradies
- 1963: Der Musterknabe
- 1963: Charleys Tante
- 1963: Ein Alibi zerbricht
- 1963: Schwejks Flegeljahre
- 1964: Hilfe, meine Braut klaut
- 1965: Das ist mein Wien
- 1968: Donnerwetter! Donnerwetter! Bonifatius Kiesewetter